# Peace Arch

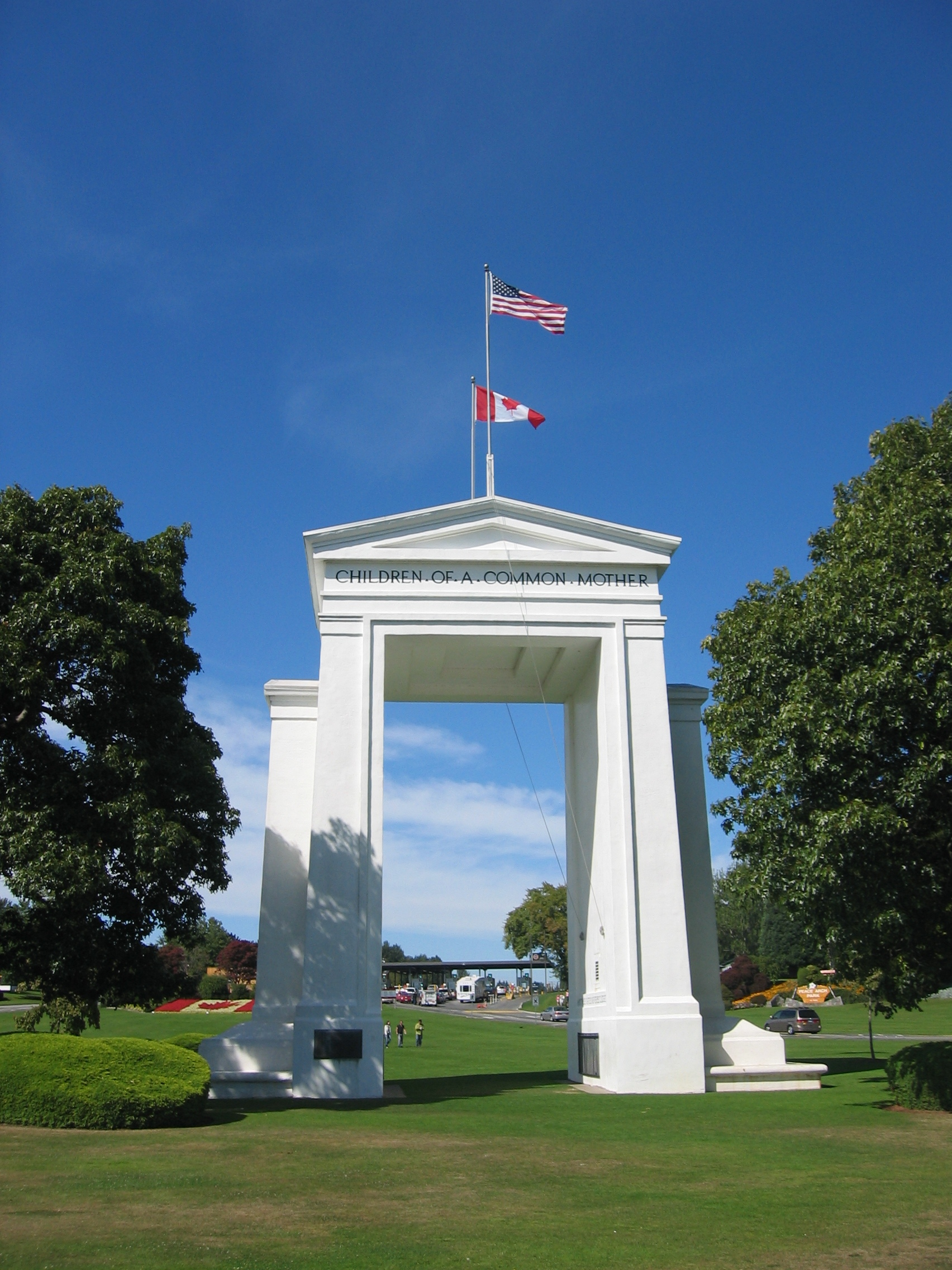
Peace Arch vanaf de Amerikaanse zijde gefotografeerd.

Peace Arch is een monument dat staat in het Peace Arch Park. Dit park ligt in de Canadese provincie Brits-Columbia en in de Amerikaanse staat Washington.
De Peace Arch staat precies op de 49e breedtegraad noord, die ter plaatse de grens vormt tussen Canada en de Verenigde Staten van Amerika. Het 20,5 meter hoge bouwwerk is in 1921 onthuld ter herinnering van de Vrede van Gent in 1814. De architect van het monument is Samuel Hill. Op het gebouw staan de Vlag van de Verenigde Staten en de Vlag van Canada. Op het fries staan twee inscripties. Aan de Amerikaanse zijde staat "Children of a common mother" en aan de Canadese zijde staat "Brethren dwelling together in unity".
Het monument stelt een poort voor. Binnen de poort staat een hek dat niet dicht kan. Daarbij staat de inscriptie: "May these gates never be closed."
Het park wordt veel gebruikt voor evenementen. Zo gaf de zwarte Paul Robeson in 1952 een concert in het park bij de Peace Arch. Hij stond op een truck die op de Amerikaanse bodem stond, terwijl het publiek op Canadees grondgebied stond.